# Denufosol
Der noch nicht zugelassene Wirkstoff Denufosol (-Tetranatrium) (INS37217) ist ein P2Y2-Rezeptoren-Agonist zur Inhalation, der in den Epithelzellen der Lunge einen alternativen Chloridkanal aktiviert, so dass der bei der Krankheit Mukoviszidose durch den defekten CFTR-Kanal gestörte Salz- und Wassertransport zumindest teilweise korrigiert wird. 
Dadurch wird der dehydrierte Flüssigkeitsfilm normalisiert, die Zilienschlagfrequenz erhöht sich, und die Mukoziliäre Clearance (der Schleimabtransport durch die Zilien) wird verbessert.
Denufosol soll insbesondere im Frühstadium der Lungenbeteiligung den Verlauf günstig beeinflussen.
Es wurden mehrere Phase-3-Studien durchgeführt, die zum Teil gute, zum Teil keine statistisch signifikanten Ergebnisse erbrachten.
Die Entwicklung wurde von der amerikanischen Cystic Fibrosis Foundation gefördert.
Untersuchungen desselben Stoffes zur Behandlung von Erkrankungen der Retina wurden 2006 aufgegeben.